# Перелік кавалерів Хреста Симона Петлюри (Ю)
Ця сторінка — інформаційний реєстр. Див. також основні статті: Хрест Симона Петлюри та Перелік кавалерів Хреста Симона Петлюри.
В алфавітному порядку представлені всі відомі кавалери Хреста Симона Петлюри, чиї прізвища починаються з літери «Ю». 
| № | Фото | Ім'я                      | Дата народження | Місце народження              | Дата смерті   | Місце смерті      | Звання            | Підрозділ | № ордена |
| - | ---- | ------------------------- | --------------- | ----------------------------- | ------------- | ----------------- | ----------------- | --------- | -------- |
| 1 |      | Юнаків Микола Леонтійович | 5 грудня 1871   | м. Чугуїв, Харківська область | 1 серпня 1931 | м. Тарнів, Польща | Генерал-полковник |           |          |